# Verano de Escándalo (2018)
Verano de Escándalo 2018 fue la décima novena edición del Verano de Escándalo, un evento de pago por visión de lucha libre profesional producido por Lucha Libre AAA Worldwide. Tuvo lugar el 3 de junio de 2018 desde el Plaza de Toros "La Monumental" en Monterrey, Nuevo León.
El evento principal fue Jeff Jarrett quién derrotó a Rey Wagner y a Rey Mysterio Jr. coronándose como Megacampeón de AAA por segunda vez. Además, Los OGT's (Averno, Chessman & Super Fly) derrotaron a El Nuevo Poder del Norte (Carta Brava Jr., Tito Santana y Mocho Cota Jr.) ganando sus cabelleras.
Dentro del evento, se destacó los debuts de Sammy Guevara y Darby Allin, los regresos de Lady Maravilla, Keira, Xtreme Tiger, Laredo Kid, Brian Cage, Jeff Jarrett, Konnan y Fénix en AAA.

## Resultados
- Hijo de Vikingo, Star Fire, Arkangel Divino y Dinastía derrotaron a Arez, Belial, Último Maldito y Lady Maravilla.
  - Vikingo forzó a Maldito a rendirse con una «Mística».
- Lady Shani, Mamba y Pimpinela Escarlata derrotaron a La Hiedra, Black Danger y Keira.
  - Shani cubrió a Hiedra después de un «Bridging Northern Lights».
  - Después de la lucha, Faby Apache atacó a Shani, despojándole su máscara.
- MAD (Juventud Guerrera & Kevin Kross) y El Texano Jr. derrotaron a Pagano, Máximo y La Máscara.
  - Kross cubrió a Máximo después de un «Saito Suplex».
  - Antes de iniciar la lucha, Kross, Texano atacaron a Pagano, Máximo y La Máscara.
  - Después de la lucha, Mad y Texano continuaron atacando a Pagano, Máximo y La Máscara.
- Aero Star derrotó a Drago, Sammy Guevara, Australian Suicide, Darby Allin y Golden Magic.
  - Star cubrió a Guevara después de un «Rolling Cutter».
  - Después de la lucha, Guevara atacó a Star, despojándole su máscara.
- El Hijo del Fantasma, Rey Escorpión y Brian Cage derrotaron a Xtreme Tiger, Laredo Kid y Psycho Clown.
  - Cage cubrió a Kid después de un «Drill Claw».
  - Durante la lucha, hubo un apagón de luz en todo el coliseo pero sin embargo continuaron luchando.
- Los OGT's (Averno, Chessman & Super Fly) derrotaron a El Nuevo Poder del Norte (Carta Brava Jr., Tito Santana y Mocho Cota Jr.) en una lucha de Cabelleras vs. Cabelleras.
  - Fly cubrió a Brava después de romper una botella en la cabeza.
  - Como consecuencia, El Nuevo Poder del Norte fueron rapados.
  - Después de la lucha, Los OGT's y El Nuevo Poder del Norte se dieron la mano en señal de respeto.
  - El Campeonato Mundial de Tríos de AAA del Nuevo Poder del Norte, no estuvieron en juego.
- Jeff Jarrett derrotó a Rey Wagner (c) y Rey Mysterio Jr. y ganó el Megacampeonato de AAA.
  - Jarrett cubrió a Wagner después de un «Low Bow» de Konnan.
  - Durante la lucha, Konnan intervino a favor de Jarrett.
  - Después de la lucha, Kross y Guerrera aparecieron para celebrar a Jarrett, pero llega Fénix, interrumpiendo su celebración.
  - Originalmente, Wagner iba a defender el título solamente contra Mysterio, pero Jarrett fue añadido a la lucha, convirtiéndola en un Triple Threat Match.